# .jp
.jp (от англ.  Japan) — национальный домен верхнего уровня для Японии. Регистрировать домены .jp могут граждане и организации любой страны без ограничений.
Зона .jp администрируется Japan Registry Service

## Домены второго уровня
Любые участники с Японским почтовым адресом могут получить доменное имя второго уровня произвольного вида. Однако есть некоторые домены второго уровня, присущие отдельным сферам деятельности. К ним относятся:
- ac.jp: высшие научные учреждения, такие, как университеты
- ad.jp: члены JPNIC
- co.jp: большинство форм инкорпорированных компаний, включая иностранные компании, зарегистрированные в Японии
- ed.jp: учебные заведения для лиц моложе 18 лет
- go.jp: Японские правительственные министерства
- gr.jp: группы из двух и более людей или группы зарегистрированных компаний
- lg.jp: местные органы власти
- ne.jp: провайдеры сетевых услуг
- or.jp: зарегистрированные и некоммерческие организации